# آنجلوس (اسطوره‌شناسی)
الگو:دینیای مردگان یونانی
آنجلوس (یونانی باستان: Ἄγγελος) در اسطوره‌شناسی یونانی دختر زئوس و هرا بود. داستان آنجلوس فقط در اسکولیا ( تعلیقه) در تئوکریتوس Idyll 2 باقی مانده‌است. آنجلوس توسط نیمف‌هایی بزرگ شد که پدرش او را به آنها سپرده بود. یک روز او روغن مقدس مادرش هرا را دزدید و آنها را به ائوروپه داد.